# Hanftextilie

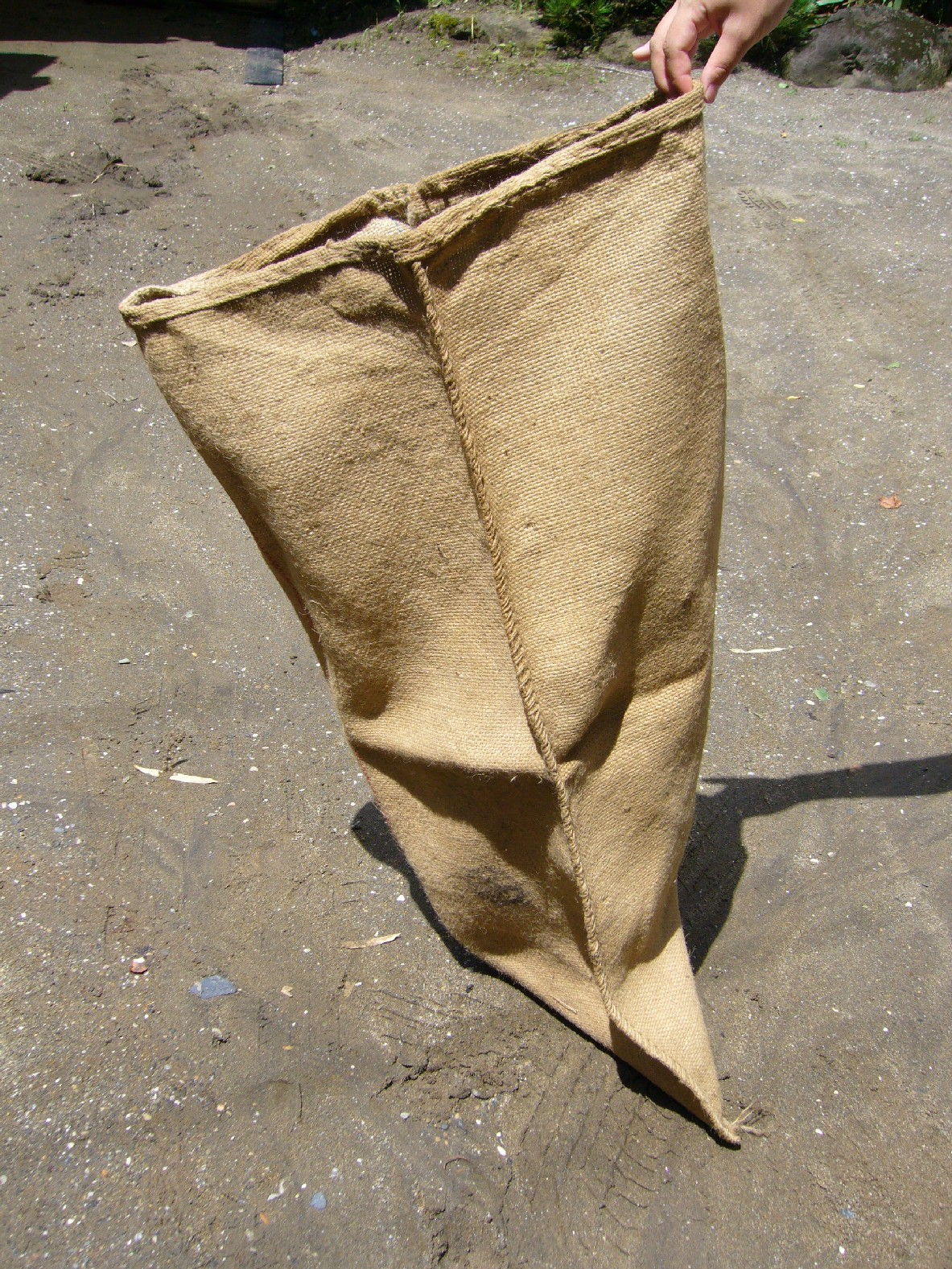
Sack aus Hanfgewebe, Japan

Als Hanftextilien werden alle Textilien bezeichnet, die aus Hanffasern bestehen. Dabei handelt es sich neben Bekleidungstextilien auch um Heimtextilien und Technische Textilien wie Geo- und Agrartextilien. Nach dem Hanfpapier bzw. Hanfzellstoff stellen Hanftextilien das wichtigste Produkt aus Hanffasern dar.

## Einsatzbereiche
Für die historische Verwendung von Hanffasern im Allgemeinen siehe Hauptartikel Hanffaser und Nutzhanf
Die ältesten Funde zur Verwendung von Hanffasern für die Fertigung von Textilien stammen aus China um 2800 v. Chr., wo Seile aus Hanffasern erzeugt wurden. Verwendung fand die Pflanze aber wohl schon seit der Yangshao-Kultur im 4. Jahrtausend v. Chr. Seit etwa 900 v. Chr. fand der Hanf auch in Westasien und Indien Verbreitung. Das älteste Textilfragment aus Hanffasern stammt aus einem Grab der Zhou-Dynastie (1122–770 v. Chr.), nahe Ankara wurden Hanftextilien aus dem 8. Jahrhundert v. Chr. gefunden. Um 500 v. Chr. ist der Hanfanbau für den Raum zwischen China und dem Kaspischen Meer anzunehmen. In Europa wurde die Hanftextilherstellung ebenfalls durch Grabfunde nachgewiesen; hier stammt das älteste gewebte Fragment aus einem keltischen Grabhügel in der Nähe von Stuttgart aus einer Zeit etwa 500 v. Chr. und ein weiteres mit aufbereiteten Hanffasern aus einer Zeit um das Jahr 570 fand sich nahe Paris. Bis ins 3. Jahrhundert v. Chr. fand Hanf, vor allem in Form von Tauen und ähnlichen Produkten, den Weg bis nach Italien.

### Bekleidungs- und Heimtextilien

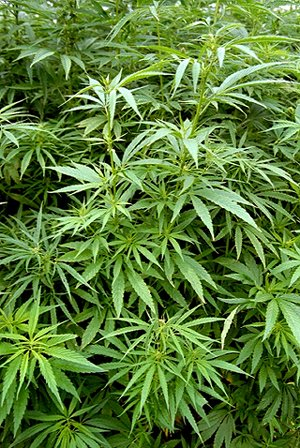
Hanfpflanzen

Vor Beginn der Industrialisierung der Textilverarbeitung Ende des 18. Jahrhunderts war die Produktion von Gebrauchstextilien in erster Linie Zweit- und Winterbeschäfigung der Landbevölkerung. Bis zum Beginn der Globalisierung Anfang des 16. Jahrhunderts wurden lokal verfügbare Naturfasern verwendet, in Europa meist Wolle, Flachs (Leinen) und Hanf. Hanf war seit etwa 3500 v. Chr. ein wichtiger Rohstoff für die europäische Textilverarbeitung.
Hanf ist aufgrund der groben Faserbündel vor allem zur Herstellung von Ober- und Arbeitskleidung geeignet. Die Hanfverarbeitung nahm vor dem massenhaften Import von Baumwolle und anderer exotischer Fasern wie Jute, Sisal und Ramie eine Schlüsselrolle in der Textilverarbeitung ein. Mit der zunehmenden Nutzung von Baumwolle als Kleidungsstoff ging die Nutzung von Hanf und anderen lokal verfügbaren Fasern jedoch sehr stark zurück. Nur die Wolle konnte sich behaupten. Vor allem die Entwicklung von Baumwoll-Spinnmaschinen im 18. Jahrhundert sowie die billigen Importe von Baumwolle, zunächst aus den USA als Bestandteil des Atlantischen Dreieckshandels, heute vor allem aus Russland und Asien beendeten die Nutzung von Hanf als Textilfaser.
In der Mitte des 20. Jahrhunderts waren Hanftextilien auf dem Markt der Industrieländer selten geworden, erst in den 1990er Jahren wurden sie wiederentdeckt. Auch heute stellt Hanfbekleidung nur ein Nischenprodukt dar, obwohl über die so genannte Kotonisierung ein Prozess entwickelt wurde, der den Hanffasern ähnliche Eigenschaften wie der Baumwolle verleiht. Hanflangfasern stammen heute vor allem aus China und finden fast ausschließlich Verwendung bei der Produktion von Textilien. Sie sind sehr reißfest und eignen sich besonders gut für die Bekleidungsindustrie. Kleidung aus Hanf hat außerdem die Fähigkeit, rund 30 % Feuchtigkeit aufzunehmen und ist dadurch sehr angenehm zu tragen.

### Technische Textilien

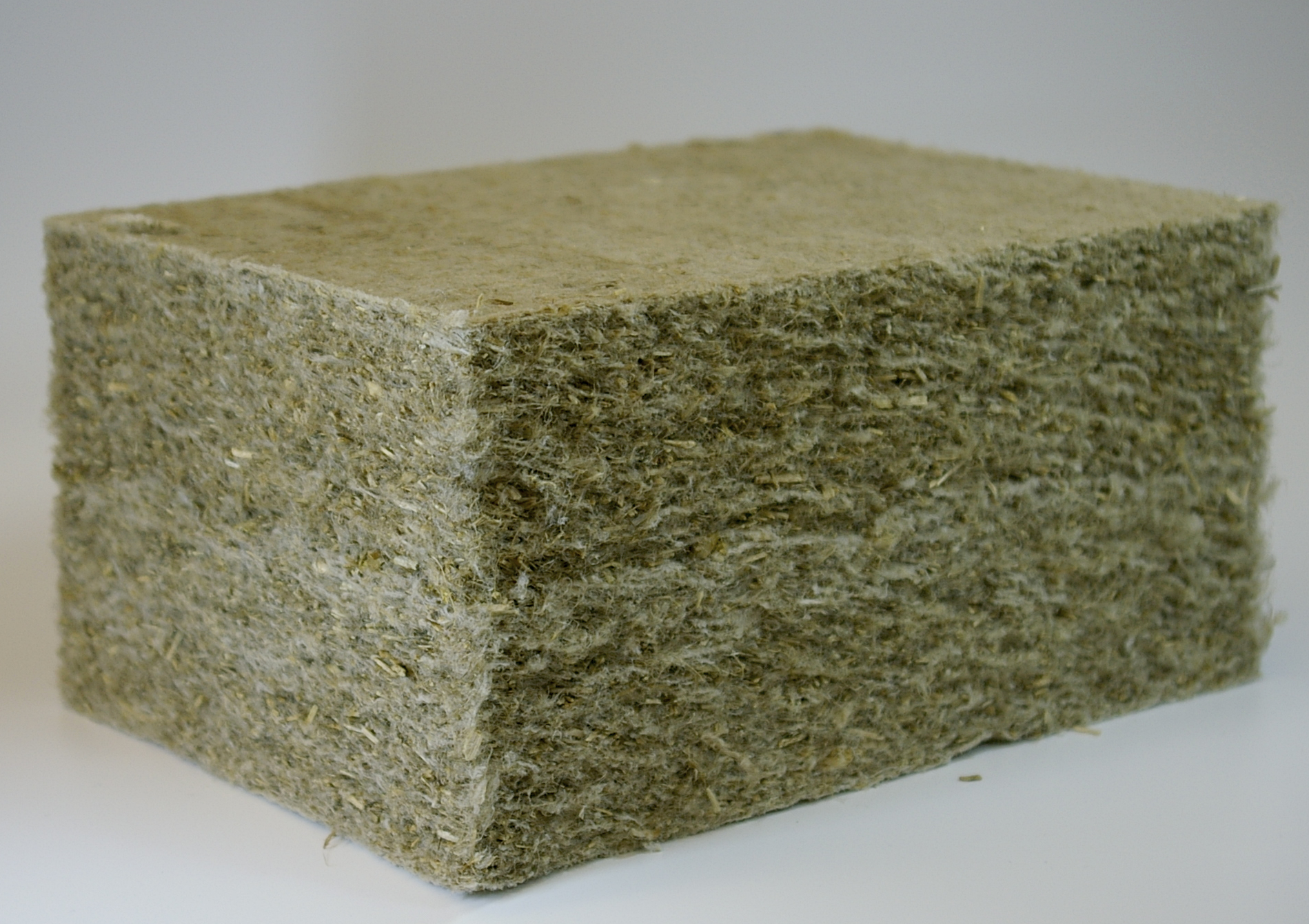
Dämmstoffvlies aus Hanffasern

Im Spätmittelalter war Hanf neben dem Flachs die wichtigste Industriepflanze. Wegen der großen Reißfestigkeit wurden daraus vor allem Segeltuche, Seile und Säcke gefertigt, zu Kleidung wurde er hingegen aufgrund der Grobheit nur selten verarbeitet. Den Höhepunkt der Nutzung erfuhren Hanffasern im 17. Jahrhundert, wo sie vor allem zur Produktion von Seilen und Segeltuch für die Schifffahrt verwendet wurden; für ein normales Segelschiff wurden etwa 50 bis 100 Tonnen Hanffasern benötigt und die Materialien wurden durchschnittlich alle zwei Jahre ersetzt. Im 19. Jahrhundert ging der Bedarf in der Schifffahrt zurück, da viele Schiffe auf Dampfkraft umgestellt wurden und Segeltuch nicht mehr benötigt wurde.
Bis Mitte des 20. Jahrhunderts wurde der Hanfanbau international sehr stark reduziert, teilweise durch Verbote aufgrund der Nutzung von Cannabis als Rauschmittel. Hanf wurde vor allem für die Zellstoffindustrie verwendet, die auch heute noch den größten Teil der Hanffasern verwendet. Eine zunehmende Bedeutung erhalten technische Textilien aus Hanffasern vor allem in den letzten Jahren in Form von Filzen und Vliesstoffen, die als Naturdämmstoff sowie bei der Produktion von naturfaserverstärkten Kunststoffen genutzt werden. Ein erfolgreiches Nischenprodukt sind Agrartextilien in Form von Anbauvliesen für Gartenkresse, bei denen Hanffasern zum Einsatz kommen. Geotextilien wie bsp. schnell verrottende Begrünungsmatten aus Hanffasern sind ebenfalls möglich, werden jedoch aufgrund der höheren Kosten gegenüber anderen Naturfasern wie etwa den Kokosfasern bislang nicht eingesetzt.